# Józef Pułaski

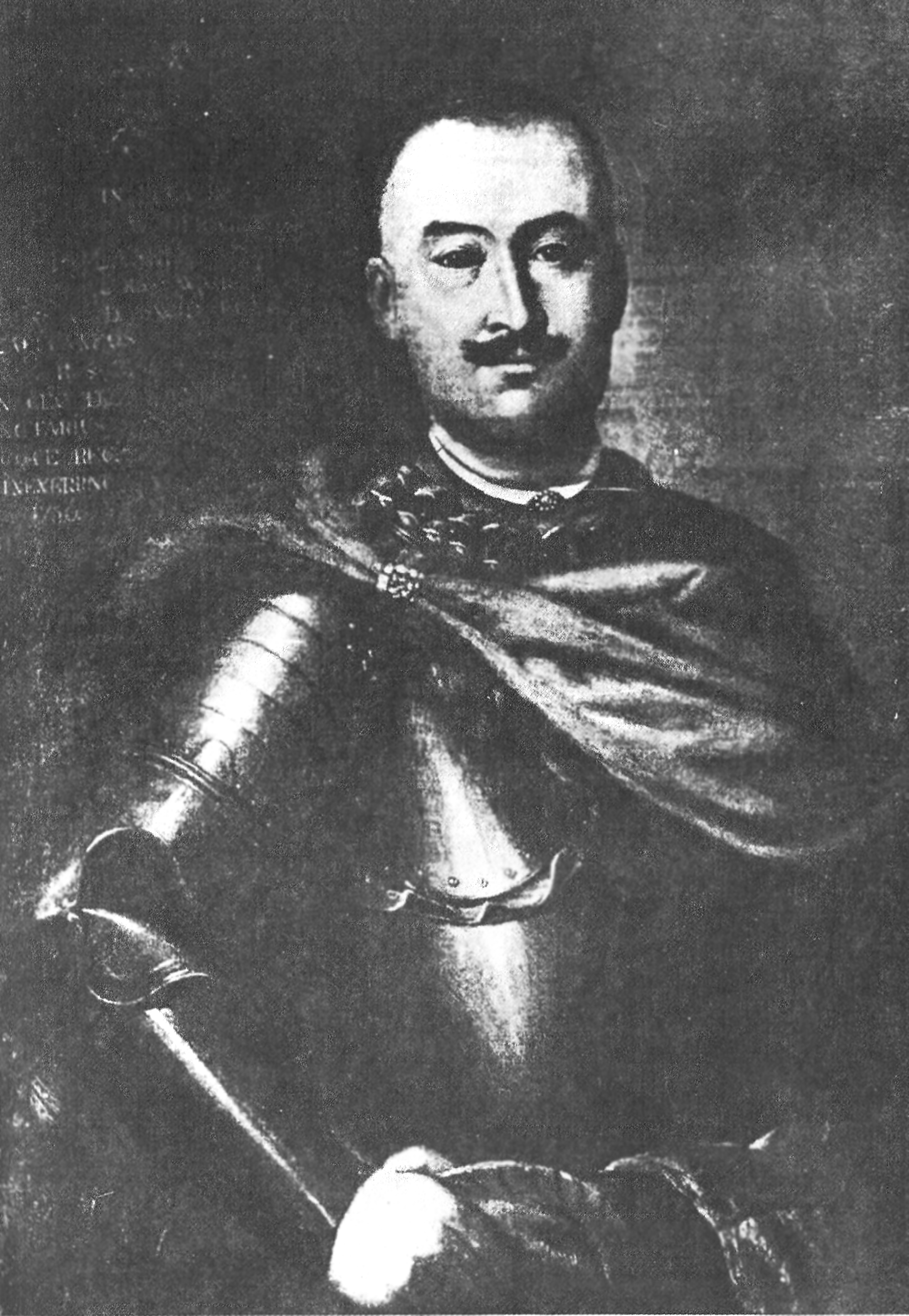
Józef Pułaski,
Porträt aus dem 18. Jahrhundert

Herb Ślepowron,
Das Wappen, das Józef Pułaski nutzte

Józef Pułaski, Herb Ślepowron (* 17. Februar 1704 in Zaręby-Skórki (Masowien); † im Februar oder am 20. April 1769 Kopance am Dnister) war ein bedeutender Magnat, Starost von Warka, Abgeordneter des polnischen Parlaments (Sejm), Königlicher Hofsekretär und der Vater von Kazimierz Pułaski. Er wurde vor allem bekannt als Mitgründer und Marschall der Konföderation von Bar.

## Leben
Ab 1724 war Józef Pułaski Burggraf von Nur, aber auch einer der begehrtesten Rechtsanwälte beim Krontribunal in Piotrków Trybunalski. Er verband sich mit der Czartoryski-Familie. 1732 kaufte er sich die Starostei Warka. Er besaß auch die Starostei Świdnica, Mszczonów sowie ein Krongut in Podolien und der Woiwodschaft Ruthenien, dazu viele Dörfer wie das Dorf Piaseczno bei Warschau. Auch eine Gasthauskette gehörte ihm.

### Wahl Leszczyńskis und Polnischer Thronfolgekrieg
Nach dem Tod König Augusts des Starken ignorierte Józef Pułaski zusammen mit einer großen Konföderation polnischer Kleinadliger unter der Führung des Kardinalprimas Teodor Potocki den Allianzvertrag der drei Schwarzen Adler (Vertrag der drei Nachbarstaaten Preußen, Österreich und Russland über einen eigenen, gemeinsamen Königskandidaten zur Verhinderung Leszczyńskis als Thronfolger) und wählte am 10. September 1733 Stanisław Leszczyński, den Schwiegervater des französischen Königs Louis XV. zum neuen polnisch-litauischen Staatsoberhaupt. Als Ende September 1733 prompt Truppen der Kaiserlich Russischen Armee auf dem Wahlfeld von Wola erschienen, unter deren Schutz der wesentlich kleineren sächsischen Partei die Gegenwahl des Wettiners August III. (Sohn des verstorbenen Königs) gelang, kämpfte er im Polnischen Thronfolgekrieg 1733–1738 für Leszczyński und schloss sich nach dessen Flucht 1734 der anti-wettinischen Konföderation von Dzików an. Diese Konföderation war von vornherein chancenlos, beendete aber erst im März 1736 (zwei Monate nach dem Thronverzicht Leszczyńskis) die Kampfhandlungen. Auf dem „Pazifikationsreichstag“ 1736 missbilligte Pułaski Augusts Kauf des Königstitels, weil dieser das Interregnum Russlands zwar beendete, aber zum Preis des Verzichts auf eigene Gestaltungsmöglichkeiten.
Am 26. Juni 1736 heiratete er Marianna Zielińska und wurde Vater von Kazimierz, Antoni und Franciszek Pułaski.

### Abgeordneter mehrerer Sejms
1744 wurde Pułaski Abgeordneter des Sejm von Grodno, 1748 des Sejm Boni Ordinis. Hier vertrat er die Interessen der Czartoryski-Familie, die eine Modernisierung der Adelsrepublik Polen-Litauen im Sinne des englischen Parlamentarismus anstrebte. Pułaski war auch Abgeordneter der beiden folgenden Sejms 1750 und 1754 (ab 1752 auch als Königlicher Hofsekretär und Finanzsekretär). Bei der Freien Königswahl 1764 stimmte Józef Pułaski als Anhänger der Czartoryski-Familie für den früheren britischen Botschaftssekretär Stanisław August Poniatowski. Seine Wahl fiel dabei auf eine Person ohne Hausmacht und mit geringem politischen Gewicht. Die russische Zarin hatte sich aber bereits im August 1762 mit der Adelsfamilie der Czartoryski über deren Unterstützung verständigt und dem früheren britischen Botschaftssekretär die Thronfolge zugesichert.

### Konsiliar der Konföderation von Radom
Poniatowski erwies sich jedoch als nicht so loyal und gefügig wie von der Zarin erhofft. Bereits nach kurzer Zeit nahm er tiefgreifende Reformen in Angriff. Um nach der Wahl des neuen Königs auch dessen Handlungsfähigkeit zu garantieren, beschloss der Reichstag am 20. Dezember 1764, sich selbst in eine Generalkonföderation umzuwandeln, die eigentlich nur für die Dauer des Interregnums Bestand haben sollte. Dies bedeutete, dass zukünftige Reichstage vom Liberum veto (Einspruchsrecht) befreit wurden und Mehrheitsentscheidungen (pluralis votorum) zur Beschlussfassung ausreichten. Auf diese Weise wurde der polnische Staat gestärkt. Katharina II. wollte die Vorteile der dauerhaften Blockade des politischen Lebens in der Adelsrepublik, der so genannten „polnischen Anarchie“, jedoch nicht aus der Hand geben und suchte nach Möglichkeiten, ein funktions- und reformfähiges System zu verhindern. Zu diesem Zweck ließ sie einige pro-russische Edelleute mobilisieren und verbündete diese mit orthodoxen und protestantischen Dissidenten, die seit der Gegenreformation unter Diskriminierungen litten. Diese schlossen sich im März 1767 zur Konföderation von Sluzk (Orthodoxe) und Toruń (Protestanten) zusammen. Als Reaktion darauf organisierte sich Józef Pułaski mit seinen katholischen Glaubensbrüdern im Juni 1767 in der Konföderation von Radom und wurde Konsiliar dieser Konföderation. Bei allen drei Konföderationen agierte Repnin im Hintergrund als Mastermind. Furchtlos stellte sich Pułaski beim Einmarsch von 50.000 russischer Soldaten mit dem Satz „Niech stanie sto tysięcy, naród wolny krew przeleje” gegen Repnin. Dieser trat ihn daraufhin wütend öffentlich mit dem Fuß. Einer anderen Überlieferung zufolge war folgendes Wortgefecht zwischen Pułaski und einem Vertreter Repnins zustande gekommen: „Mości książę raczy się mylić. Niech stanie i 100 tysięcy, naród wolny krew przeleje! Nasze stare, z trzynastego ... wieku ... zawołanie głosi, że należy raczej dom spalić i z bronią w ręku po lasach sie poniewierać, niźli samowładnej mocy sie poddać” Repnin: „Jednym kopnięciem usunę takich przeciwników” Józef Pułaski: „Strzeż się książę, aby ostatnia na was nie wybiła godzina!” Wegen der drohenden Verhaftung durch die Russen floh Pułaski nach Podolien und wechselte als Befürworter der pro-wettinischen Czartoryski-Familie zur Opposition gegen Russland.

### Marschall der Konföderation von Bar
Am 29. Februar 1768 gründete Pater Marek Jandołowicz zusammen mit seinem Bischof Krasiński, Józef Pułaski, Sołtyk und Großpolens Generalstarost Mniszech auf der Festung von Bar die Konföderation von Bar gegen die kaiserlich russische Vormundschaft und das Ende der Goldenen Freiheit im Lande. Dabei erklang als Wahlspruch der Konföderation wiara i wolność ("Glaube und Freiheit"). Unter der geistigen Führung Pater Mareks und der militärischen Führung Mniszechs als Kurienmarschall der Konföderation organisierte Józef Pułaski, zum Marschall der Konföderation ernannt, zusammen mit W. Potocki, Krasiński, J.-K. Potocki, Pac und Sapieha die Truppenaufstellung. Vier Tage später, am Gedenktag des Schutzpatrons der Ritter, hatte er die Truppen für den Kampf gegen den eigenen König aufgestellt. Gegen den Willen der Mehrheit des Königlichen Rates setzte König Stanisław II. August Poniatowski die Anforderung der russischen Streitkräfte durch, um seine Hingabe und unerschütterliche Loyalität gegenüber der russischen Kaiserin Katharina II. unter Beweis zu stellen. Die Kaiserlich Russische Armee marschierte in der Union Polen-Litauen ein und erhielt Streitkräfte der Königlich Polnischen Armee unter der Führung des Großhetmans Branicki im Kampf gegen die Konföderation von Bar zur Unterstützung.
Józef Pułaski starb während des Krieges der Konföderation von Bar im Februar oder am 20. April 1769. Als Todesursache wird eine Epidemie oder Vergiftung vermutet. Bestattet von seinem Sohn Franciszek „...in der Steppe, (am Dnister damals nahe der osmanischen, heute der moldawischen Grenze) auf einem Grabhügel nahe dem Grenzweg zu Mohyliw-Podilskyj”.

## Wirkung und Erbe
Als Marschall der Konföderation von Bar war Józef Pułaski Teil der historisch bedeutendsten Konföderation polnischer Kleinadliger zur Verteidigung von deren Goldener Freiheit im Lande. Die Konföderation von Bar gilt heute als letzte Massenbewegung des polnischen Kleinadels und erster polnischer Nationalaufstand mit weitreichenden Folgen bis in die 1980er Jahre hinein.